# Élections législatives de 1906 dans la Somme
Les élections législatives françaises de 1906 se déroulent les 6 et 20 mai 1906. Dans le département de la Somme, sept députés sont à élire dans le cadre de sept circonscriptions.

## Députés sortants et députés élus
|   | Circonscription | Député sortant     |  | Parti | Député élu         |  | Parti |
| - | --------------- | ------------------ |  | ----- | ------------------ |  | ----- |
| 1 | 1re d'Abbeville | Émile Coache       |  | FR    | Émile Coache       |  | FR    |
| 2 | 2e d'Abbeville  | Ernest Gellé       |  | FR    | Ernest Gellé       |  | FR    |
| 3 | 1re d'Amiens    | Alphonse Fiquet    |  | PRRRS | Alphonse Fiquet    |  | PRRRS |
| 4 | 2e d'Amiens     | Ernest Cauvin      |  | ARD   | Ernest Cauvin      |  | ARD   |
| 5 | Doullens        | Albert Rousé       |  | RI    | Albert Rousé       |  | RI    |
| 6 | Montdidier      | Louis-Lucien Klotz |  | PRRRS | Louis-Lucien Klotz |  | PRRRS |
| 7 | Péronne         | Henri Vion         |  | FR    | Henri Vion         |  | FR    |

## Résultats au niveau départemental
| Parti    | Parti                                            | Premier tour | Premier tour | Second tour | Second tour | Sièges |
| Parti    | Parti                                            | Voix         | %            | Voix        | %           | Sièges |
| -------- | ------------------------------------------------ | ------------ | ------------ | ----------- | ----------- | ------ |
|          | Parti républicain, radical et radical-socialiste | 40 547       | 32,84        | 28 545      | 62,88       | 4      |
|          | Action libérale                                  | 22 704       | 18,39        | 16 850      | 37,12       | 0      |
|          | Section française de l'Internationale ouvrière   | 20 391       | 16,51        |             |             | 0      |
|          | Fédération républicaine                          | 20 228       | 16,38        | 2           |             |        |
|          | Alliance républicaine démocratique               | 12 766       | 10,34        | 1           |             |        |
|          | Parti nationaliste                               | 4 836        | 3,92         | 0           |             |        |
|          |                                                  |              |              |             |             |        |
| Exprimés | Exprimés                                         | 123 472      |              | 45 396      |             | 8      |

## Résultats par arrondissement

### Arrondissement d'Abbeville

#### 1recirconscription
Député sortant : Émile Coache (FR)
| Candidat       | Candidat       | Parti          | Premier tour | Premier tour |
| Candidat       | Candidat       | Parti          | Voix         | %            |
| -------------- | -------------- | -------------- | ------------ | ------------ |
|                | Émile Coache * | FR             | 12 769       | 87,61        |
|                | Paul Hévin     | SFIO           | 1 805        | 12,39        |
|                |                |                |              |              |
| Inscrits       | Inscrits       | Inscrits       | 18 473       | 100,00       |
| Votants        | Votants        | Votants        | 15 282       | 82,13        |
| Abstention     | Abstention     | Abstention     | 3 191        | 17,27        |
| Blancs et nuls | Blancs et nuls | Blancs et nuls | 708          | 4,63         |
| Exprimés       | Exprimés       | Exprimés       | 14 574       | 95,37        |

*sortant
Député élu : Émile Coache (FR)

#### 2ecirconscription
Député sortant : Ernest Gellé (FR)
| Candidat       | Candidat             | Parti          | Premier tour | Premier tour |
| Candidat       | Candidat             | Parti          | Voix         | %            |
| -------------- | -------------------- | -------------- | ------------ | ------------ |
|                | Ernest Gellé *       | FR             | 9 833        | 57,31        |
|                | Michel Paillarès     | PRRRS          | 5 143        | 29,98        |
|                | Stéphane Becquerelle | SFIO           | 2 174        | 12,67        |
|                |                      |                |              |              |
| Inscrits       | Inscrits             | Inscrits       | 20 019       | 100,00       |
| Votants        | Votants              | Votants        | 17 308       | 86,46        |
| Abstention     | Abstention           | Abstention     | 2 711        | 13,54        |
| Blancs et nuls | Blancs et nuls       | Blancs et nuls | 151          | 0,87         |
| Exprimés       | Exprimés             | Exprimés       | 17 157       | 99,13        |

*sortant
Député élu : Ernest Gellé (FR)

### Arrondissement d'Amiens

#### 1recirconscription
Député sortant : Alphonse Fiquet (PRRRS)
| Candidat       | Candidat        | Parti          | Premier tour | Premier tour | Deuxième tour | Deuxième tour |
| Candidat       | Candidat        | Parti          | Voix         | %            | Voix          | %             |
| -------------- | --------------- | -------------- | ------------ | ------------ | ------------- | ------------- |
|                | Alphonse Fiquet | PRRRS          | 8 025        | 37,77        | 12 590        | 64,48         |
|                | Albert Catoire  | FR             | 7 220        | 33,98        | 6 937         | 35,58         |
|                | Lucien Lecointe | SFIO           | 5 992        | 28,20        |               |               |
|                |                 |                |              |              |               |               |
| Inscrits       | Inscrits        | Inscrits       | 27 922       | 100,00       | 27 922        | 100,00        |
| Votants        | Votants         | Votants        | 21 523       | 77,08        | 19 822        | 70,99         |
| Abstention     | Abstention      | Abstention     | 6 399        | 22,92        | 8 100         | 29,01         |
| Blancs et nuls | Blancs et nuls  | Blancs et nuls | 278          | 1,29         | 297           | 1,50          |
| Exprimés       | Exprimés        | Exprimés       | 21 245       | 98,71        | 19 525        | 98,50         |

Député élu : Alphonse Fiquet (PRRRS)

#### 2ecirconscription
Député sortant : Ernest Cauvin (ARD)
| Candidat       | Candidat                | Parti          | Premier tour | Premier tour | Deuxième tour | Deuxième tour |
| Candidat       | Candidat                | Parti          | Voix         | %            | Voix          | %             |
| -------------- | ----------------------- | -------------- | ------------ | ------------ | ------------- | ------------- |
|                | Ernest Cauvin           | ARD            | 12 263       | 46,05        | 16 226        | 62,06         |
|                | Louis Borel de Brétizel | ALP            | 10 031       | 37,67        | 9 929         | 37,98         |
|                | Jules Thierry           | SFIO           | 4 310        | 16,18        |               |               |
|                | M. Letoit               |                | 16           | 0,06         | 3             | 0,01          |
|                | M. Ségard               |                | 13           | 0,05         | 3             | 0,01          |
|                |                         |                |              |              |               |               |
| Inscrits       | Inscrits                | Inscrits       | 31 410       | 100,00       | 31 410        | 100,00        |
| Votants        | Votants                 | Votants        | 27 217       | 86,65        | 26 721        | 85,07         |
| Abstention     | Abstention              | Abstention     | 4 193        | 13,35        | 4 689         | 14,93         |
| Blancs et nuls | Blancs et nuls          | Blancs et nuls | 587          | 2,16         | 576           | 2,16          |
| Exprimés       | Exprimés                | Exprimés       | 26 630       | 97,84        | 26 145        | 98,50         |

Député élu : Ernest Cauvin (ARD)

### Arrondissement de Doullens
Député sortant : Albert Rousé (RI)
| Candidat       | Candidat       | Parti          | Premier tour | Premier tour |
| Candidat       | Candidat       | Parti          | Voix         | %            |
| -------------- | -------------- | -------------- | ------------ | ------------ |
|                | Albert Rousé * | RI             | 7 258        | 56,15        |
|                | M. Aubey       | PN             | 4 839        | 38,10        |
|                | Eugène Guérin  | SFIO           | 605          | 4,76         |
|                |                |                |              |              |
| Inscrits       | Inscrits       | Inscrits       | 14 514       | 100,00       |
| Votants        | Votants        | Votants        | 12 983       | 89,45        |
| Abstention     | Abstention     | Abstention     | 1 531        | 10,55        |
| Blancs et nuls | Blancs et nuls | Blancs et nuls | 282          | 2,17         |
| Exprimés       | Exprimés       | Exprimés       | 12 701       | 97,83        |

*sortant

Député élu : Albert Rousé (ARD)

### Arrondissement de Montdidier
Député sortant : Louis-Lucien Klotz (PRRRS)
| Candidat       | Candidat             | Parti          | Premier tour | Premier tour |
| Candidat       | Candidat             | Parti          | Voix         | %            |
| -------------- | -------------------- | -------------- | ------------ | ------------ |
|                | Louis-Lucien Klotz * | PRRRS          | 8 068        | 51,99        |
|                | M. Thomas            | ALP            | 5 594        | 36,05        |
|                | Gustave Rodrigues    | SFIO           | 1 627        | 10,48        |
|                | M. Quillet           |                | 226          | 1,46         |
|                |                      |                |              |              |
| Inscrits       | Inscrits             | Inscrits       | 18 134       | 100,00       |
| Votants        | Votants              | Votants        | 15 681       | 86,47        |
| Abstention     | Abstention           | Abstention     | 2 453        | 13,53        |
| Blancs et nuls | Blancs et nuls       | Blancs et nuls | 163          | 1,04         |
| Exprimés       | Exprimés             | Exprimés       | 15 518       | 98,96        |

*sortant

Député élu : Louis-Lucien Klotz (PRRRS)

### Arrondissement de Péronne
Député sortant : Henri Vion (FR)
| Candidat       | Candidat       | Parti          | Premier tour | Premier tour |
| Candidat       | Candidat       | Parti          | Voix         | %            |
| -------------- | -------------- | -------------- | ------------ | ------------ |
|                | Henri Vion *   | FR             | 17 282       | 81,34        |
|                | Louis Vasset   | SFIO           | 3 938        | 18,53        |
|                |                |                |              |              |
| Inscrits       | Inscrits       | Inscrits       | 29 383       | 100,00       |
| Votants        | Votants        | Votants        | 24 030       | 81,78        |
| Abstention     | Abstention     | Abstention     | 5 353        | 18,22        |
| Blancs et nuls | Blancs et nuls | Blancs et nuls | 2 783        | 11,58        |
| Exprimés       | Exprimés       | Exprimés       | 21 247       | 88,42        |

*sortant
Député élu : Henri Vion (FR)

## Inscriptions aux groupes parlementaires
|   | Circonscription | Député élu         |  | Parti | Groupe                     |
| - | --------------- | ------------------ |  | ----- | -------------------------- |
| 1 | 1re d'Abbeville | Émile Coache       |  | FR    | Union républicaine         |
| 2 | 2e d'Abbeville  | Ernest Gellé       |  | FR    | Progressiste               |
| 3 | 1re d'Amiens    | Alphonse Fiquet    |  | PRRRS | Gauche radicale-socialiste |
| 4 | 2e d'Amiens     | Ernest Cauvin      |  | ARD   | Gauche radicale            |
| 5 | Doullens        | Albert Rousé       |  | RI    | Gauche radicale            |
| 6 | Montdidier      | Louis-Lucien Klotz |  | PRRRS | Gauche radicale-socialiste |
| 7 | Péronne         | Henri Vion         |  | FR    | Union républicaine         |